# Alexandre Hellot
Alexandre Hellot (27 décembre 1751 à Rouen - 5 mars 1834 à Paris), est un homme politique français.

## Biographie
Fils de Pierre-Louis-Alexandre Hellot, négociant commensal de la maison du roi et ajusteur en la Monnaie de Rouen, et de Marie-Louise Le Painturier de Guillerville, il succède comme négociant à son père, est juge-consul et procureur-syndic de la chambre de commerce de Rouen.
Le 23 germinal an V, il est élu député de la Seine-Inférieure au Conseil des Cinq-Cents. Il y prend la parole, la même année, pour faire arrêter l'envoi d'un message au Directoire sur l'introduction en France des marchandises anglaises, et quitte l'assemblée en l'an VII. 
Sous l'Empire, Hellot est fait chevalier de la Légion d'honneur le 31 mai 1810, et devient président du tribunal de commerce de Rouen. Le 11 mai 1815, il est envoyé par l'arrondissement de Rouen à la Chambre des représentants. Il revient à Rouen après cette courte session, et n'appartint pas à d'autres assemblées.
Il meurt à Paris, au no 22 rue de Londres.

## Distinctions
- Chevalier de la Légion d'honneur (1810)